# Янсен, Марсель
Марсе́ль Я́нсен (нем. Marcell Jansen; 4 ноября 1985, Мёнхенгладбах, Северный Рейн-Вестфалия, ФРГ) — немецкий футболист полузащитник. Выступал за сборную Германии. Мог играть на разных позициях — как защитником так и левым полузащитником. Двукратный бронзовый призёр двух чемпионатов мира (2006, 2010), серебряный призёр Евро 2008.

## Карьера футболиста
Марсель перешёл в «Боруссию» из местной спортшколы «Люррип» в 1993 году. К моменту своего первого попадания в заявку на матч Бундеслиги (20 сентября 2003 года) он уже имел опыт выступления за различные юниорские сборные своей страны, однако в той игре, выигранной клубом «Ганновер-96» со счётом 2:0, главный тренер Эвальд Линен так и не выпустил его на поле. После поражения Линена уволили, а Янсена отправили в юношескую команду. К началу следующего сезона Марсель своими выступлениями за молодёжную команду клуба в четвёртой лиге Германии хорошо себя зарекомендовал, после чего получил приглашение в основной состав от тогдашнего главного тренера «Боруссии» — Дика Адвокаата. Впервые Янсен появился на поле 11 декабря 2004 года на берлинском Олимпиаштадиуме, когда его команда уступила «Герте» с неприличным счётом 6:0. В той игре Янсен отметился лишь нарушением правил и наказанием. Однако голландский тренер продолжал доверять молодому футболисту, периодически выпуская его на поле. В течение того сезона травму получил Кристиан Циге, выступавший на левом краю обороны — именно там, где лучше всего смотрится Янсен, которому удалось закрепиться на этой позиции. В зимнее трансферное окно в клуб был приглашён бельгиец Филип Дамс, которого планировали использовать вместо выбывшего Циге, но он не смог выиграть в конкуренции с набиравшим игровой опыт Янсеном. Получив достаточное количество времени на поле в играх за клуб, Марсель стал также лидером молодёжной сборной.
Второй полноценный сезон в Бундеслиге стал для молодого долговязого футболиста очень удачным. Становясь всё более и более значимой фигурой для клуба, он получил вызов в первую сборную. Дебют за сборную состоялся 3 сентября 2005 года в Братиславе. В матче, выигранном словаками (2:0), Юрген Клинсман выпустил его на замену Томасу Хитцльспергеру. После того, как Марсель помог «Боруссии» спокойно, не опасаясь вылета, завершить сезон, клуб заключил с ним новый трёхлетний контракт, хотя некоторые более солидные клубы Европы делали ему свои предложения. В товарищеских играх за сборную Германии он показал себя с лучшей стороны, и закономерно был включён в заявку на домашний для него чемпионат мира. На мировом первенстве на левом фланге обороны более предпочтительно выглядел Филипп Лам из мюнхенской «Баварии», поэтому Янсен вышел на поле лишь в матче за третье место, когда Лам был переведён на место правого защитника.
Летом 2006 года к любимцу болельщиков из Мёнхенгладбаха поступило несколько заманчивых предложений (самое известное от «Гамбурга»). Новый тренер «Боруссии» Юпп Хайнкес заявил, что Янсен из категории игроков «не для продажи», с чем согласился и сам футболист, сказав, что не собирается покидать родной клуб «столь рано». Однако в конце сезона Янсен подписал четырёхлетний контракт с мюнхенской «Баварией» после того, как «Боруссия» покинула первую Бундеслигу.
Летом 2008 года Янсен перешёл в «Гамбург», подписав контракт на пять лет. Завершил карьеру в 2015 году.

## Достижения
«Бавария» Мюнхен
- Кубок немецкой лиги по футболу: 2007
- Кубок Германии по футболу: 2007/08
- Чемпионат Германии по футболу: 2007/08